# Міст Ілок—Бачка Паланка
Міст Ілок—Бачка Паланка, або Міст імені 25 травня — прикордонний бетонний міст завдовжки 825 м, який перетинає Дунай на його 1297-му кілометрі, з'єднуючи Сербію та Хорватію між містами Бачка Паланка (на північному боці) та Ілок (на південній стороні) і таким чином пов'язуючи сербський край Бачка з хорватським Сремом. Це автомобільний міст з однією смугою в кожному напрямку без розділювальної смуги, побудований як коробчастий балковий міст. Відкритий 1974 року як Міст імені 25 травня, названий на честь дня народження югославського вождя Йосипа Броза Тіто. 
Сам міст являє собою прикордонний перехід, а поряд є додатковий наземний перехід у напрямку села Нештин, що на заході. Це кінцева точка хорватської дороги D2 і частина сербського автошляху M18.

## Історія
Для спорудження мосту було використано 7300 м3 бетону, 2300 т сталі, а вартість будівництва становила загалом 110 млн югославських динарів. 1974 року його урочисто відкрив особисто тодішній глава югославської держави Йосип Броз Тіто за присутності 70 тисяч глядачів. Дата 25 травня в назві мосту вказувала на День молоді, який відзначався у СФРЮ щороку 25 травня в день народження Йосипа Броза Тіто.
З 1991 року, після відокремлення Хорватії від Югославії, кордон між союзними республіками, що проходив по середині річки Дунай, став міждержавним кордоном. Тому по обох кінцях мосту збудували прикордонні переходи. 
4 квітня 1999 року міст пошкоджено авіабомбами під час бомбардування Югославії силами НАТО. 30 квітня 2002 року після реконструкції його повторно відкрили для руху вантажівок і автобусів.